# Mi ami mi odi (singolo)
Mi ami mi odi è un singolo della cantautrice italiana Elodie, pubblicato il 4 aprile 2025 come quarto estratto dal quinto album in studio omonimo.

## Descrizione
Il brano è scritto dalla stessa cantautrice con Elisa Toffoli, in arte Elisa, Jacopo Angelo Ettore, in arte Jacopo Èt, e Dario Faini, in arte Dardust, quest'ultimo anche in veste di produttore con Nicola Lazzarin, in arte Cripo.

## Accoglienza
Il brano è stato accolto positivamente dalla critica musicale.
Alessandro Alicandri di TV Sorrisi e Canzoni apprezza la volontà dell'artista di «rendere indimenticabile un brano in continua trasformazione», apprezzando la produzione «potentissima con tratti sperimentali» su cui si imposta un testo che «celebra la figura femminile nella dualità di sentimenti, a volte opposti, che genera negli uomini». Alvise Salerno di All Music Italia associa le sonorità del mixtape Red Light del 2023, ritenendolo «un brano valido» poiché se cantato da «una Dua Lipa, fallo cantare in inglese, e diventa una hit clamorosa»
Vincenzo Nasto di Fanpage.it scrive che il brano «segue la line elettro-pop degli ultimi anni della cantante» trovando nel testo due line narrative, la prima racconta di «una relazione che appare in stallo, con il ritornello che indica le due posizioni polarizzanti nel sentimento che il partner prova nei suoi confronti» mentre la seconda «potrebbe rappresentare anche un racconto del rapporto con il successo e tutte le sue stratificazioni».

## Video musicale
Il video musicale, diretto da Attilio Cusani e la direzione creativa di Laccio, è stato pubblicato in concomitanza all'uscita del brano attraverso il canale YouTube della cantautrice.

## Tracce
Testi e musiche di Elisa Toffoli, Elodie Di Patrizi, Jacopo Angelo Ettorre e Dario Faini.
1. Mi ami mi odi – 3:31

## Classifiche
| Classifica (2025) | Posizione massima |
| ----------------- | ----------------- |
| Italia            | 18                |